# Piłka wodna na Letniej Uniwersjadzie 2017
Piłka wodna na Letniej Uniwersjadzie 2017 – zawody w piłce wodnej rozegrane w dniach 18–30 sierpnia w Tajpej podczas letniej uniwersjady. Wystąpiło w sumie 361 zawodników i zawodniczek.

## Medaliści
| Konkurencja      | Złoto             | Srebro | Brąz    |
| Turniej mężczyzn | Serbia            | Rosja  | Włochy  |
| Turniej kobiet   | Stany Zjednoczone | Węgry  | Japonia |

## Klasyfikacja medalowa
| Miejsce | Reprezentacja     | Złoto | Srebro | Brąz | Razem |
| ------- | ----------------- | ----- | ------ | ---- | ----- |
| 1.      | Serbia            | 1     | 0      | 0    | 1     |
| 1.      | Stany Zjednoczone | 1     | 0      | 0    | 1     |
| 3.      | Rosja             | 0     | 1      | 0    | 1     |
| 3.      | Węgry             | 0     | 1      | 0    | 1     |
| 5.      | Japonia           | 0     | 0      | 1    | 1     |
| 5.      | Włochy            | 0     | 0      | 1    | 1     |